# 野盗伝奇
『野盗伝奇』（やとうでんき）は、松本清張の伝奇小説。『西日本スポーツ』『中部経済新聞』『福井新聞』(夕刊)などに連載され、1957年5月に光風社より刊行された。

## あらすじ
関ヶ原の戦いの翌年の春のこと、諏訪藩の若侍・秋月伊助は、その美しさで家中の若者たちの関心をあつめていた美世を恩賞に貰おうと、美世の父である家老・千野兵部とかけ合う。兵部が渋々承知すると、諏訪家に従わない強大な豪族・江良丹後のもとに伊助はひとり潜入し、討つことに成功する。しかし、江良ほどの者を討ち取ったにも関わらず、伊助には何の報償も与えられず、はじめから美世を与える気のなかった兵部も冷たく遇したため、肚に据えかねた伊助は、主君の諏訪頼水の寝所の襖に一筆の上、諏訪藩を逐電する。
追われた伊助は、通りがかりの一行に飛び込み脱出するが、一行は雲切組と名乗る乱波で、伊助はその一味に加わることになる。雲切組の隠れ住む木曽山脈の山中で、伊助は、一味の岩熊猪太郎や雷雲十郎、また首領の妾という藤乃と知り合う。
まもなく雲切組は、美世の祝言の日に、高島城の金蔵を襲う計画をたてる。攪乱のため美世を奪ったものの、金蔵襲撃は失敗に終わる。岩熊は逃げる途中、藤乃を鳴神組の首領・鳴神権左衛門に譲り渡す。仲間を売ったことに愕いた伊助は、岩熊と決闘してこれを倒し、雲切組の新しい頭領となる。
美世の救出を兵部と交渉した権左衛門は、伊助のもとに現れるが、伊助は、美世の引渡しは藤乃との引換えが条件と答える。藤乃を渡したくない権左衛門は、杖突峠で伊助らと対峙、調略で騙し討ちにしようとするが、伊助は逆襲に出る。
鳴神組に勝利した伊助、雲十郎、藤乃、美世らは、再び杖突峠に立ち、新しい時代を迎えそれぞれの道を歩み出す。

## 主な登場人物
秋月伊助（あきづきいすけ）
本作の主人公。諏訪高島藩の若侍。ひょんなことから、江良丹後を討ちその恩賞を得ようとする。
千野兵部（ちのひょうぶ）
高島藩の家老。伊助をあまり良く思っていない。
江良丹後（えらたんご）
高島城の東の北山に砦を築く豪族。
岩熊猪太郎（いわくまいたろう）
雲切組の一員で髭面の大男。病気とされる首領・雲切風之助に代わり組を采配する。
雷雲十郎（いかずちうんじゅうろう）
雲切組の一員。伊助に雲切組の部落のあらましを語る。
美世（みよ）
千野兵部の娘。その美しさで高島藩の若侍の憧れの的となっている。
藤乃（ふじの）
雲切風之助の妾とされる若い女性。覆面の男の装いだが、少女の面影を残している。
鳴神権左衛門（なるかみごんざえもん）
雲切組より数倍大きな乱波といわれる鳴神組の首領。駒ヶ岳の麓に拠点を持つ。

## エピソード
- 清張は連載直前に掲載された「作者の言葉」に以下の通り記している。「ぼくはいままで歴史小説を多く書いてきた。これはほとんど史実を基底としていたもので、そのため史料の中に小説を探るという手法であった。勢い、史実にしばられる傾向があって、それからぬけることができなかった。一つ史実はうんと向こうへ押しやって、自分の思い通りの人間をつくって、おどらしてみたいとは、かねての念願であった。こんどその機会が与えられたことはうれしい。小説は何よりも面白くなくてはならない。しかし作者が読者をヘタに面白がらせようとして書くことは禁物である。そういう種類の小説が結局面白くないことは、いままでぼくが読者の側にいてよく知っている。とはいうものの、ぼくのこの小説が果たして面白く書けるかどうか、少し心配である」[2]。
- 連載開始前日の『西日本スポーツ』1956年5月16日付紙面では「こんどの連載は六十回で完結する短編もの」と予告されていたが、実際には六十回の予定を大きく延長し、百十五回にわたって連載された。日本近代文学研究者の高橋孝次は「人気によっては短くなることもあり得るであろう新聞小説で、倍近い長さに連載期間が伸びたとすれば、『野盗伝奇』が好評を得たと見ても間違いではあるまい」と述べている[2]。
- メディア史研究者の土屋礼子は、本作の連載開始直後の1956年5月末に清張が朝日新聞社を退社したことに着目し「新聞小説の執筆によって、職業作家としての生活のめどが付いたためであろう」と述べている[3]。
- 研究者の山本幸正は、新聞連載時と単行本を校合した結果、異同が若干の語句の訂正に留まっていることを指摘し、谷崎潤一郎が『少将滋幹の母』を毎日新聞に連載した時と同様、清張が慎重を期して、書き下ろしの長編小説を書くようにして、あらかじめ原稿を書き溜めておいたのではないかと推測している[4]。
- 清張の短編小説「地方紙を買う女」は、『野盗伝奇』を地方紙に連載する小説家・杉本隆治が主要人物の設定となっている。

## 舞台版
1965年4月1日から27日まで、新宿コマ劇場にて上演された。
キャスト
- 秋月伊助：島田正吾
- 藤乃：高倉典江
- 岩熊猪太郎：辰巳柳太郎
- 雷雲十郎：大山克巳
- まり：宮城まり子
- 鳴神権左衛門：清水彰

スタッフ
- 脚本：茂木草介
- 演出：谷屋充、程島武夫
- 音楽：山内忠、北村得夫